# Heinrich Ignaz Biber
Heinrich Ignaz Franz von Biber (ur. 12 sierpnia 1644 w Wartenbergu, zm. 3 maja 1704 w Salzburgu)  – austriacki kompozytor i barokowy skrzypek-wirtuoz pochodzenia czeskiego.

## Życie
Wykształcenie muzyczne zdobył prawdopodobnie w gimnazjum jezuickim w Opawie. Tam też zapoznał się z Pavlem Josefem Vejvanovským, czeskim kompozytorem i trębaczem, działającym przez długi czas w tej samej co Biber orkiestrze arcybiskupiej w Kromieryżu. Prawdopodobnie uczył się też u Schmelzera w Wiedniu. Do 1670 był muzykiem w kapeli dworskiej arcybiskupa Karla von Lichtenstein-Kastelkorna w Ołomuńcu i Kromieryżu. Od 1670 działał na dworze arcybiskupa Maximiliana G. von Kuenburga, później Johanna E. von Thuna w Salzburgu. Od 1677 był nauczycielem śpiewu figuralnego w katedralnym chórze chłopięcym w Salzburgu, a od 1684 prefektem chłopięcej szkoły śpiewu. 
Jest uznawany za genialnego wirtuoza i mistrza techniki skrzypcowej swojej epoki. Stosował w grze skrzypcowej metodę polegającą na przestrajaniu strun instrumentu (scordatura), dzięki czemu można było osiągnąć szczególnie wirtuozowskie efekty, zwłaszcza w grze akordowej i polifonicznej; wykorzystywał pełną skalę instrumentu (G-a3), wysokie pozycje (do VII), także na strunach niższych; wymagał różnych sposobów smyczkowania, wykonywania całych części z zastosowaniem pizzicata (Serenada à 5). Sprzyjało to również wyrażaniu ekspresji w dziełach symbolicznych i pełnych afektacji religijnej (Sonaty misteryjne). Uważa się, że osiągnięcia techniki wiolinistycznej Bibera mogły zainspirować późniejsze 24 Kaprysy Paganiniego.
Biber żył na styku kultur i tradycji północnej i południowej Europy. Łączył w swojej muzyce północny konstruktywizm z południową zmysłowością. Pokolenie Johanna Schmelzera i Heinricha Bibera to pierwsza generacja muzyków w Europie, która odważyła się zastąpić na tak wielką skalę retorykę muzyki wokalnej retoryką muzyki instrumentalnej.
Jego syn, Karl Heinrich Biber, był również kompozytorem i po śmierci ojca przejął obowiązki kapelmistrza. Jest autorem zwięzłej biografii ojca, napisanej dla Johanna Matthesona i zamieszczonej w jego Grundlage einer Ehren-Pforte (Hamburg 1740).

## Twórczość
Muzyka Bibera reprezentuje środkowy okres baroku.
Z bogatej i różnorodnej twórczości Bibera szczególne miejsce zajmują kompozycje instrumentalne (w tym ok. 25 sonat): są to utwory o obsadzie wielogłosowej, niekiedy zbliżonej do orkiestrowej.
Do najbardziej znanych skrzypcowych kompozycji Bibera należy zbiór 16 sonat solowych z basso continuo Zur Verherrlichung von 15 Mysterien aus dem Leben Mariae (tzw. Sonaty misteryjne). Tytuł cyklu oraz poszczególnych jego części pochodzi od ilustracji, które znajdują się przy kolejnych utworach. Sonaty nie mają charakteru ilustracyjnego czy programowego, jedynie w swym nastroju nawiązują do treści ilustracji. Posługując się barokową retoryką muzyczną kompozytor w niezwykle sugestywny sposób przedstawił muzyką wydarzenia z życia Chrystusa i jego matki. Każda z piętnastu sonat ma własną scordaturę (tylko pierwszy utwór cyklu zachował właściwy kwintowy strój skrzypiec). Scordatura z jednej strony umożliwiała wykonanie takich dwudźwięków i akordów, które w normalnym stroju były niemożliwe do zagrania; z drugiej strony, poprzez rezonans pustych strun, wpływała znacząco na brzmienie skrzypiec, stając się ważnym elementem dźwiękowej kolorystyki. Retoryce muzycznej podporządkowana jest też całkowicie skrzypcowa wirtuozeria.
Cykl Sonat Różańcowych składa się z trzech części, zgodnie z budową różańcowej modlitwy: część radosna przedstawia pięć epizodów związanych z Bożym Narodzeniem, część bolesna to pięć rozważań pasyjnych, część chwalebna opowiada o trzech epizodach z życia zmartwychwstałego Chrystusa i dwóch wydarzeniach związanych z niebiańskim życiem jego matki. Niektóre z biblijnych wydarzeń muzyka Bibera ilustruje wprost, jednak w większości sonat ma znaczenie bardziej symboliczne niż dosłowne. Wyraża bowiem stany emocjonalne, jakie wydarzeniom tym towarzyszyły. Muzyka służy tu medytacji, rozważaniu poszczególnych tajemnic Różańca, a nie ilustrowaniu biblijnych zdarzeń. Wieńcząca cały cykl Sonata nr 16 - Passacaglia g-moll (Passacaglia „Anioła Stróża”) na skrzypce solo (bez basso continuo) jest pierwszym utworem tego typu w literaturze skrzypcowej. Jest to cykl 65 wariacji ostinatowych osnutych na kanwie prostego 4-dźwiękowego tematu. 
Twórczość sakralna Bibera dla salzburskiej katedry pozostaje w cieniu jego dokonań w dziedzinie muzyki skrzypcowej. Stanowi jednak syntezę niemal wszystkich najbardziej nowoczesnych tendencji w muzyce sakralnej, jakie były w niej obecne od czasów szkoły weneckiej aż po czasy Biberowi współczesne. 

## Dzieła
(na podstawie materiałów źródłowych )

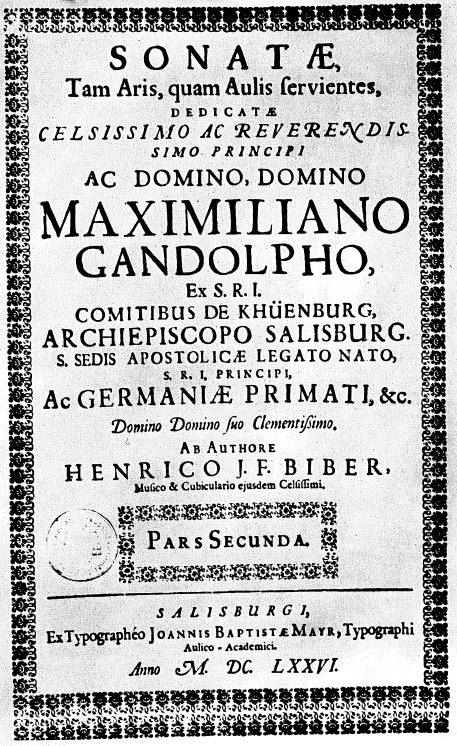
Strona tytułowa Sonatae tam aris quam aulis servientes

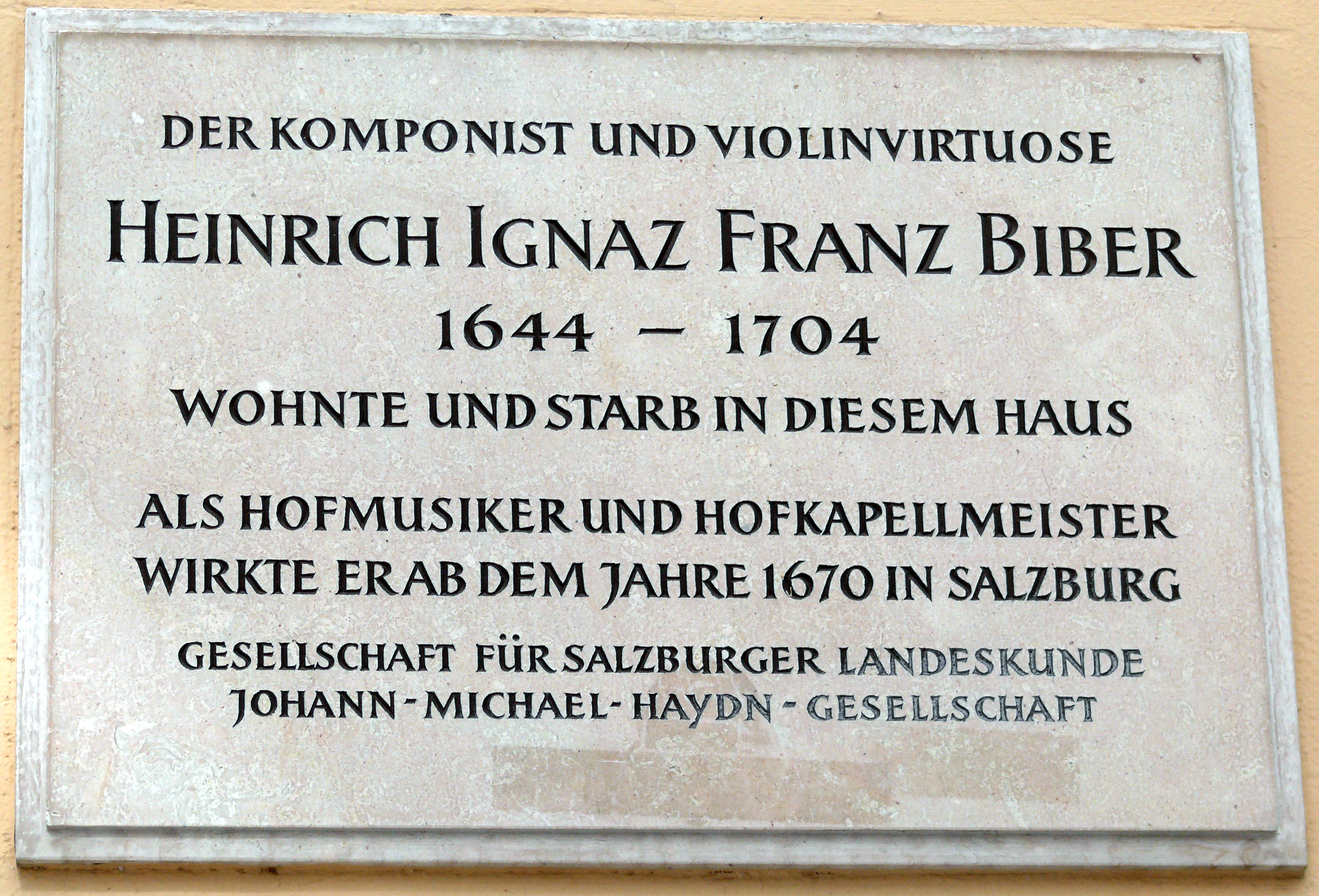
Tablica pamiątkowa w Salzburgu na domu, w którym kompozytor mieszkał i w którym zmarł

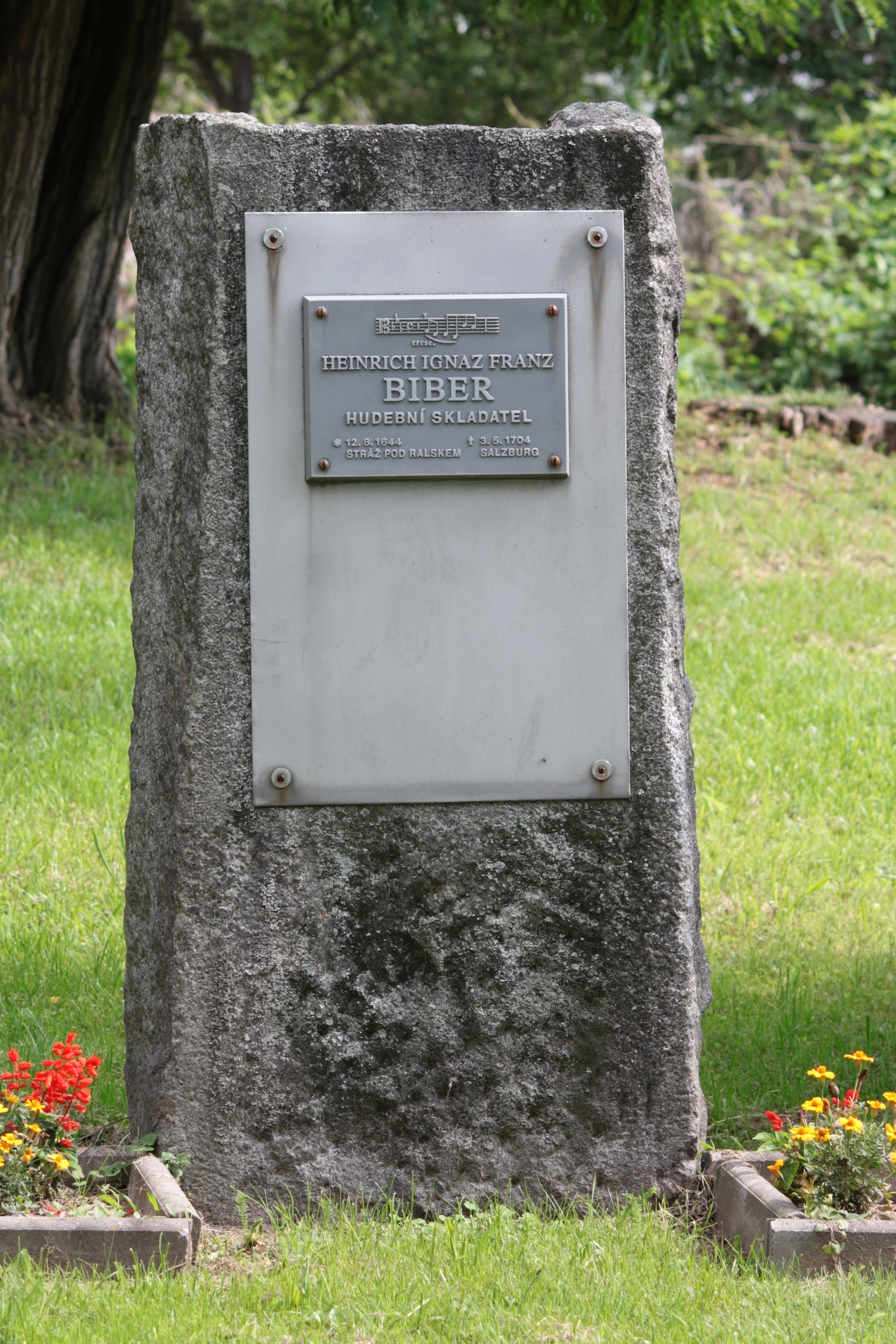
Pomnik w rodzinnym mieście Bibera – Strážu pod Ralskem (wówczas Wartenberg)

### Utwory instrumentalne

#### Sonaty na skrzypce solo
- Sonaty Misteryjne lub Sonaty Różańcowe, na skrzypce i basso continuo (Salzburg, 1676)
- 8 Sonatae a violino solo na skrzypce i basso continuo, (Norymberga, 1681)
- Sonata representativa na skrzypce i basso continuo
- Sonata violino solo na skrzypce i basso continuo
- Sonata di marche na skrzypce solo
- 7 partit (sonat) triowych Harmonia artificioso-ariosa: diversi mode accordata, (wyd. I 1696, wyd. II Norymberga, 1712)

#### Pozostałe utwory instrumentalne
- Sonatae tam aris quam aulis servientes na 5, 6 i 8 instrumentów, (Salzburg, 1686)
- Mensa sonora: seu musica instrumentalis, (Salzburg, 1680)
- 12 sonat Fidicinium sacro-profanum na 1/2 skrzypiec, 2 altówki i basso continuo, Norymberga, 1683)
- Sonata na trąbkę solo, 2 skrzypiec, 2 altówki i basso continuo,
- Sonata na 6 trąbek, kotły i basso continuo, 1668
- Sonata Sancti Polycarpi na 8 trąbek i kotły
- Sonata die Bauern-Kirchfartt genandt na 3 skrzypiec, 2 altówki i basso continuo,
- Sonata pro tabula na 5 fletów, 2 skrzypiec, 2 altówki i basso continuo,
- Sonata La battalia na skrzypce solo, smyczki i basso continuo,
- Serenada na 2 skrzypiec, 2 altówki i basso continuo,

### Utwory wokalne i wokalno-instrumentalne

#### Opery
- Chi la dura, la vince lub Arminio, (Salzburg, 1687)
- Alessandro in Pietra, (Salzburg, 1689), zaginęła
- Cantate Tratenimento musicale del'Ossequio di Salisburgo, (Salzburg, 1699), muzyka zaginęła

#### 15 Dramatów szkolnych (1679–1699), m.in.
- Valerianus romanum imperator, (Salzburg, 1684)
- Vertus pressa, non opressa seu Daniel idolorum eversor, (Salzburg, 1684)
- Wenceslaus, Bohemiae Rex, et Martyr, (Salzburg, 1692)

#### Kantaty
- Applausi festivi di Giove
- Li trofei della fede cattolica

#### Utwory religijne
- Missa Christi resurgentis (1674)
- Missa Salisburgensis (1682) [*dawniej przypisywana Oraziowi Benevoliemu]
- Missa Bruxellensis (1696)
- Missa Sancti Henrici (1697)
- Missa alleluja (1698)
- Requiem in A
- Requiem f-moll
- Laetatus sum – motet
- Plaudite tympana – motet